# اپیکو کولون
اپیکو کولون (انگلیسی: Epico Colón؛ زادهٔ ۲۴ مارس ۱۹۸۲) کشتی‌گیر کشتی حرفه‌ای اهل پورتوریکو است.